# Cuentos andinos
Cuentos andinos es un libro de cuentos indigenistas, del escritor peruano Enrique López Albújar. Publicado en 1920, marcó el inicio de un nuevo indigenismo en la literatura peruana.

## Composición y publicación
Enrique López Albújar nació en Chiclayo, pero vivió su infancia en Piura y su juventud en Lima. Había incursionado en el periodismo a fines del siglo XIX y comienzos del XX, publicando sus primeros cuentos, bajo la influencia del modernismo. Abogado de oficio, consiguió en 1917 un puesto en la magistratura, siendo nombrado juez de primera instancia en Huánuco (sierra central del Perú). De esta experiencia reunió el material para sus Cuentos andinos, una colección de diez cuentos, que fue publicada en 1920.
El autor escribió en el prólogo de su libro lo siguiente:

En este libro he puesto mucho de sombrío y trágico, pero es que el medio en que todo aquello se mueve es así, y yo no he querido solo inventar, sino volcar en sus páginas cierta faz de vida de una raza, que si hoy parece nuestra vergüenza, ayer fue nuestra gloria y mañana tal vez sea nuestra salvación.

La crítica, tanto local como foránea, opinó bien de la obra. El español Miguel de Unamuno celebró jubiloso esos relatos «comprimidos y llenos de jugo». Roberto Levillier alabó la maestría narrativa alcanzada por el autor. Y Raúl Porras Barrenechea, en su estudio sobre la literatura peruana, afirmó que «Ushanan-jampi» (uno de los cuentos) era «la página más dramática que se ha escrito en la literatura americana y española».
Esta obra marcó el inicio de un nuevo indigenismo en la literatura peruana, que se distinguía del anterior en que no se trataba ya de una denuncia social cargada de sentimentalismo paternalista, sino que presenta al indígena como protagonista de sus relatos, con todos sus defectos y virtudes, pero resaltando sobre todo su humanidad.
La obra mereció una segunda edición en 1924. En 1937 el autor publicó otra serie de cuentos, de la misma temática, bajo el título de Nuevos cuentos andinos.

## Estructura
Reúne diez cuentos:
- «Los tres jircas»
- «La soberbia del piojo»
- «El campeón de la muerte»
- «Ushanan-jampi»
- «El hombre de la bandera»
- «El licenciado Aponte»
- «El caso Julio Zimens»
- «Cachorro de tigre»
- «La mula de taita Ramun»
- «Cómo habla la coca»

## Valoración
Estos relatos, centrados en la vida de los indígenas de Huánuco, están escritos bajo la modalidad realista y naturalista. El autor expone su punto de vista sobre el elemento indígena y la manera en que el indio vive sus pasiones, violencias, supersticiones, atavismos, goces y muertes, configurando su destino que parece regido por una tradición ancestral.
En esos relatos impera la violencia, algunas veces a un extremo muy sangriento, como en «Ushanan-jampi» y «El campeón de la muerte». Otro de ellos es una magnífica recreación de una leyenda prehispánica, «Las tres jircas», en la que intervienen los seres divinos de manera arbitraria en el destino de los hombres. Y también hay alguno de tema antropológico, sobre el sabor de la coca, la cual, sea dulce o amarga, advierte al indio sobre su victoria o derrota («Cómo habla la coca»). Para algunos críticos, es «Ushanan-jampi» (el último remedio), el relato que tiene mayor fuerza dramática.
Escritores posteriores como José María Arguedas achacaron a López Albújar tener la visión deformada del magistrado que solo conoce a los indios desde su despacho judicial de asuntos penales. Luis Alberto Sánchez reprocha también al autor el hecho de tener solo como referentes a indígenas acusados de delitos, lo que, según él, sería una mala escuela para conocer a una raza o una clase social. Mario Vargas Llosa comparte esas opiniones y describe al libro como «un impresionante catálogo de depravaciones sexuales y furores homicidas del indio»; sin embargo, se equivoca en lo primero, pues en el libro no hay relatos de actos sexuales.
Pero a favor de López Albújar está el hecho que esa visión era parte de la realidad que él conocía y que escogió libremente, aunque fuera solo una visión parcial y quizás hasta prejuiciosa. Por eso, tal vez, a diferencia de otros narradores, en la obra de López Albújar no es la fuerza de la naturaleza, ni la opresión de los indios, los asuntos que aparecen en primer plano: es la psicología de los personajes, la naturaleza trágica de los acontecimientos.

## Resúmenes de los principales cuentos

### Los tres jircas
En torno a la ciudad de Huánuco existen tres cerros o jircas: Marabamba, Rondos y Paucarbamba. Una leyenda lugareña, de origen prehispánico, contaba el origen de esos nombres: eran de tres guerreros antiguos, venidos de lejos en busca del amor de una hermosa doncella. El autor recoge esta leyenda y la recrea de manera magistral. El curaca de esa región, llamado Pillco-Rumi, tenía una hermosísima hija única, Cori Huayta (Flor de Oro). El padre no quería que su adorada hija se casara porque para él no existía en su reino un hombre perfecto y capaz de hacerla feliz. Pero al actuar así iba contra las leyes del reino, que obligaban a toda mujer adulta a contraer matrimonio. Varios pretendientes se dispusieron a pelear para conseguir la mano de la bella Cori Huayta, entre ellos tres guerreros famosos: Maray, Runtus y Páucar, venidos de la puna, del mar y de la selva, respectivamente, al frente de numerosos ejércitos. Al verse rodeado, Pillco-Rumi implora desesperadamente la ayuda del dios Pachacámac; este interviene matando a los pretendientes y convirtiéndoles en cerros. Luego, el dios va en busca a Cori-Huayta, a la que toma para sí, fulminándola con un rayo. Es en ese instante en que se escucha la voz del dios que decía «huañucuy» (¡muérete!); los pobladores, asustados, abandonan el lugar y fundan otra población, a la que bautizan Huánuco, en alusión a la voz divina.

### El campeón de la muerte
Hilario Crispín, un indio de mal vivir, rapta a Faustina, hija de Liberato Tucto, pero luego de hartarse de ella, la mata, y en el colmo del sadismo, descuartiza el cuerpo y se lo entrega a su padre. Liberato jura vengar la muerte de su hija y contrata a un excelente tirador o illapaco, llamado Juan Jorge. Pero no quiere simplemente que mate a Hilario al primer disparo, sino que lo haga sufrir de manera paciente y metódica, disparándolo diez tiros y que el último fuera el que le cause la muerte. Juan Jorge acepta, pero le advierte al viejo que todo eso le costará cuatro toros y diez carneros como pago. El tirador cumple el trabajo, acompañado de Liberato, que contempla gozoso la lenta agonía del asesino de su hija. Y para finalizar, Juan Jorge extrae el corazón de Hilario, para comérselo pues se trataba de un cholo muy valeroso, siguiendo así la costumbre guerrera ancestral.

### Ushanan-jampi
Trata la historia trágica de un ladrón incorregible, llamado Cunce Maille, quien por tercera vez es descubierto robando ganado. Maille se defiende ante el consejo de los yayas (ancianos de la comunidad), diciendo que solo robaba para compensarse de los robos que había sufrido de parte de los mismos que le denunciaban. Pero los yayas le recuerdan que no podía hacer justicia con sus propias manos y lo sentencian a no regresar jamás a su tierra natal; caso contrario se le aplicaría la ley del Ushanan-jampi (el último remedio), es decir, la pena de muerte, aplicada en casos graves de reincidencia. Pero el terco Cunce Maille, desobedeciendo las leyes de su pueblo, regresa, pues siente mucho cariño por su tierra y por su madre. Pero no cuenta con que la casa de su madre, situada en la afueras del pueblo, estaba sometida a permanente vigilancia y un espía informa a los yayas el retorno de Maille. La noticia corre como reguero de pólvora por todo el pueblo. Los indios, conducidos por los yayas, cogen sus carabinas y rodean a Maille, quien logra huir del cerco y se parapeta en una torre, donde responde el ataque disparando con efectividad su carabina. Pero es consciente de que no podrá resistir por mucho tiempo y se deja convencer por José Facundo, uno de los indios atacantes, para rendirse, con la promesa de que lo dejarían irse. Se trata sin embargo de un engaño. Cuando Facundo se acerca para darle un abrazo a Maille, como sellando el trato, lo coge fuertemente, pero Maille se resiste y logra incluso dominar a Facundo, a quien le aprieta el cuello y le corta la lengua. Sin embargo, los demás indios se habían ya acercado y entre todos logran someter a Maille, dándole una puñalada en la espalda y una pedrada en el pecho, que lo derriba, sin importarles la presencia de su madre, que rogaba por la vida de su hijo. El cuerpo ya inerte de Maille es apuñalado varias veces, y no contento con eso, la indiada furiosa le rasga la piel, le extrae las vísceras, le descuartiza y arrastra los restos por el campo, en una orgía sanguinaria.

### El hombre de la bandera
Es un relato que exalta el patriotismo y la unidad nacional cuando el país se debate en una guerra internacional. Se basa en un hecho histórico.El protagonista es el indio Aparicio Pomares, quien regresa a su pueblo, Chupán, luego de servir en el ejército nacional durante la guerra con Chile. Ha peleado en todas las batallas de la campaña terrestre, desde Pisagua hasta Miraflores. Pero, en ese momento, agosto de 1883, la guerra no había terminado y Huánuco acababa de ser ocupada por un regimiento de soldados chilenos, quienes, según su costumbre, cometían toda clase de excesos sobre la población. La gente de Huánuco no se atrevía a dar una respuesta a ese atropello. Entonces se presenta Pomares para alentar a las comunidades de indígenas a presentar pelea. Muchos sin embargo, dudan en seguirle. Consideran que era una lucha que solo atañía a los mistis (hombres blancos) y que no parecía razonable ayudar a quienes eran sus explotadores. Pero Aparicio les convence que se trata de una lucha por el Perú, que era la patria de todos, tanto mistis como indios, y que los chilenos tenían la traza de ser peores que los mistis, unos auténticos supaypa-huachashgan (hijos del diablo), que no respetaban ni a los niños ni a las mujeres ni las cosas sagradas. Les cuenta también que por experiencia sabía que en el campo de batalla un soldado peruano valía mucho más que un chileno, y que si estos ganaban era solo por combatir siempre en mayor número y por tener armamento más poderoso. Pero cuando las cosas estaban en equilibrio, el chileno, cobarde por naturaleza, tenía siempre las de perder. Después de mucha discusión, los indios aceptan y se preparan para atacar a los invasores. A la cabeza de Pomares, coronan las alturas del Jactay y se presentan ante las puertas de Huánuco, que queda así sitiada. Los chilenos se asombran al ver que los indios se atreven a presentarles lucha, y se lanzan a escalar el Jactay. Se traba una batalla furiosa, en la que Pomares, portando la bandera bicolor, iba de un lado a otro, ordenando y alentando a sus compañeros. Luego de dos horas de lucha, el jefe chileno cae muerto y sus soldados se baten en retirada, abandonando definitivamente Huánuco. Los indios entran entonces en la ciudad y celebran el triunfo. Pero entre los festejantes no se ve a Pomares; había resultado herido en una pierna y trasladado a Rondos; días después fallece en su pueblo, a consecuencia de una gangrena. Es sepultado envuelto en la bandera nacional, según su deseo. La memoria colectiva siempre le tuvo presente como el hombre de la bandera.

### El licenciado Aponte
El protagonista es el hijo de Cunce Maille, llamado Juan Maille, quien regresa a su pueblo, Chupán, luego de hacer su servicio militar en la costa. Aunque se ha familiarizado con las costumbres de los costeños criollos, él sigue queriendo a su tierra y planea dedicarse a las actividades agropecuarias, como sus ancestros. Pero en su ausencia había ocurrido la muerte de su padre, según lo relatado en el cuento «Ushanan-jampi», y tampoco encuentra a su abuela Nastasia. De modo que se halla de pronto solo. Los pobladores, debido a la mala fama de su padre, no quieren tener trato con él y lo desprecian. Dolido, Juan Maille decide irse, y para evitarse problemas similares, cambia su apellido por el de Aponte. Llega a una hacienda y solicita trabajo. El hacendado, al ver que era un indio muy listo y que sabía leer y escribir, lo contrata como cantinero. Juan se entera de que su jefe se dedica al contrabando de aguardiente y se ofrece a ayudarle a trasladar sigilosamente la mercadería, eludiendo a los vigilantes de La Recaudadora (entidad estatal que cobra los impuestos). El patrón acepta, pero le advierte que es un oficio muy peligroso, en el que se peligra la vida. Por un tiempo, el negocio tiene éxito, y Juan lleva la mercadería sin ser descubierto, pero en cierta ocasión, le sorprende una tempestad justo en un desfiladero y debe acampar. Recuerda no haber dado tributo al jirca (deidad que habita un cerro), y presiente entonces que le ocurrirá una desgracia. La coca también le sabe amarga, lo que es una mala señal. De pronto, su ayudante le avisa de la presencia de muchos hombres a caballo. Se oyen balas; una de ellas le cae a Juan en el pecho, matándolo.